# Changan CS35
Changan CS35 – samochód osobowy typu crossover klasy subkompaktowej produkowany pod chińską marką Changan w latach 2012–2022.

## Historia i opis modelu

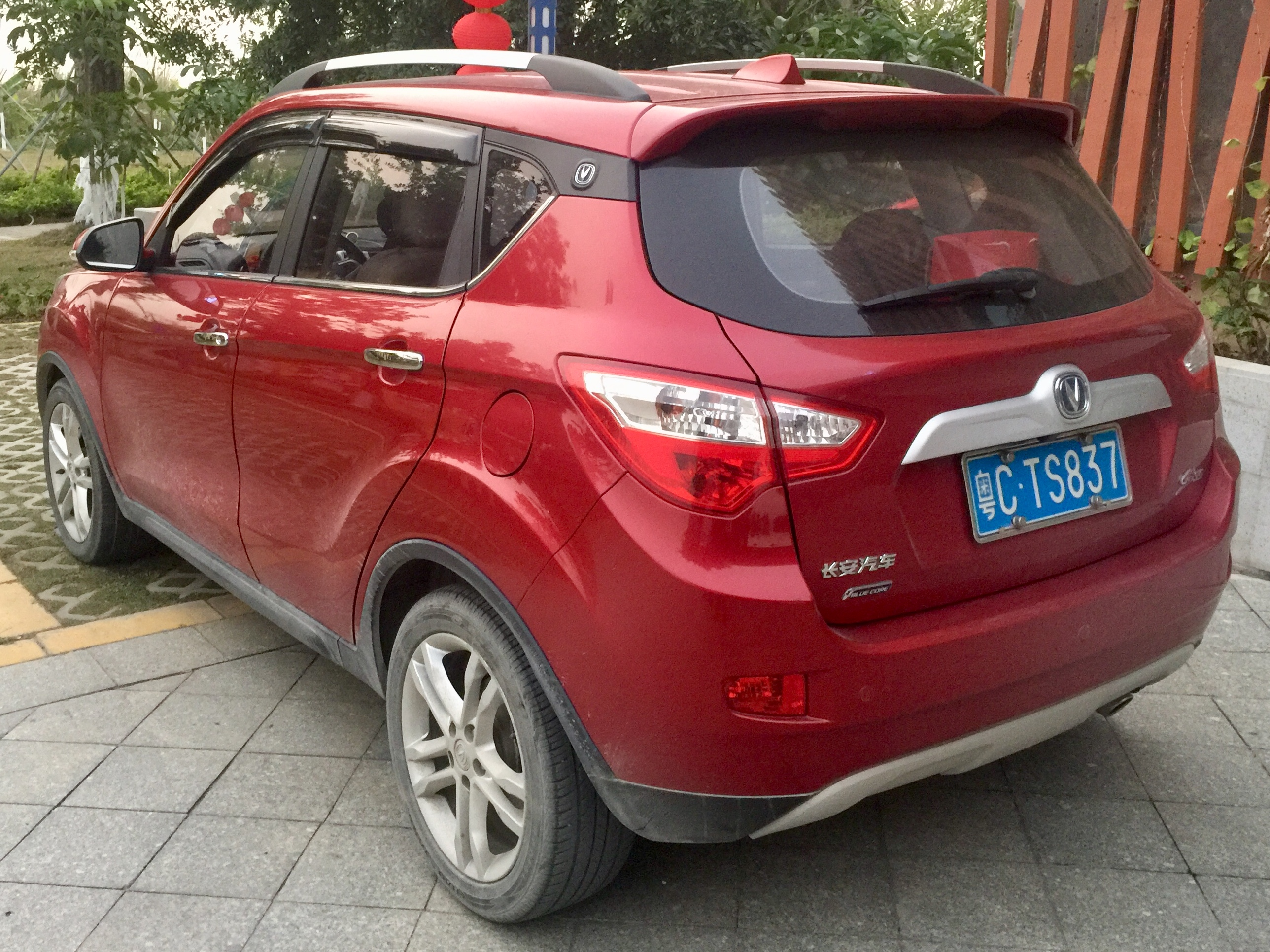
Changan CS35 - tył

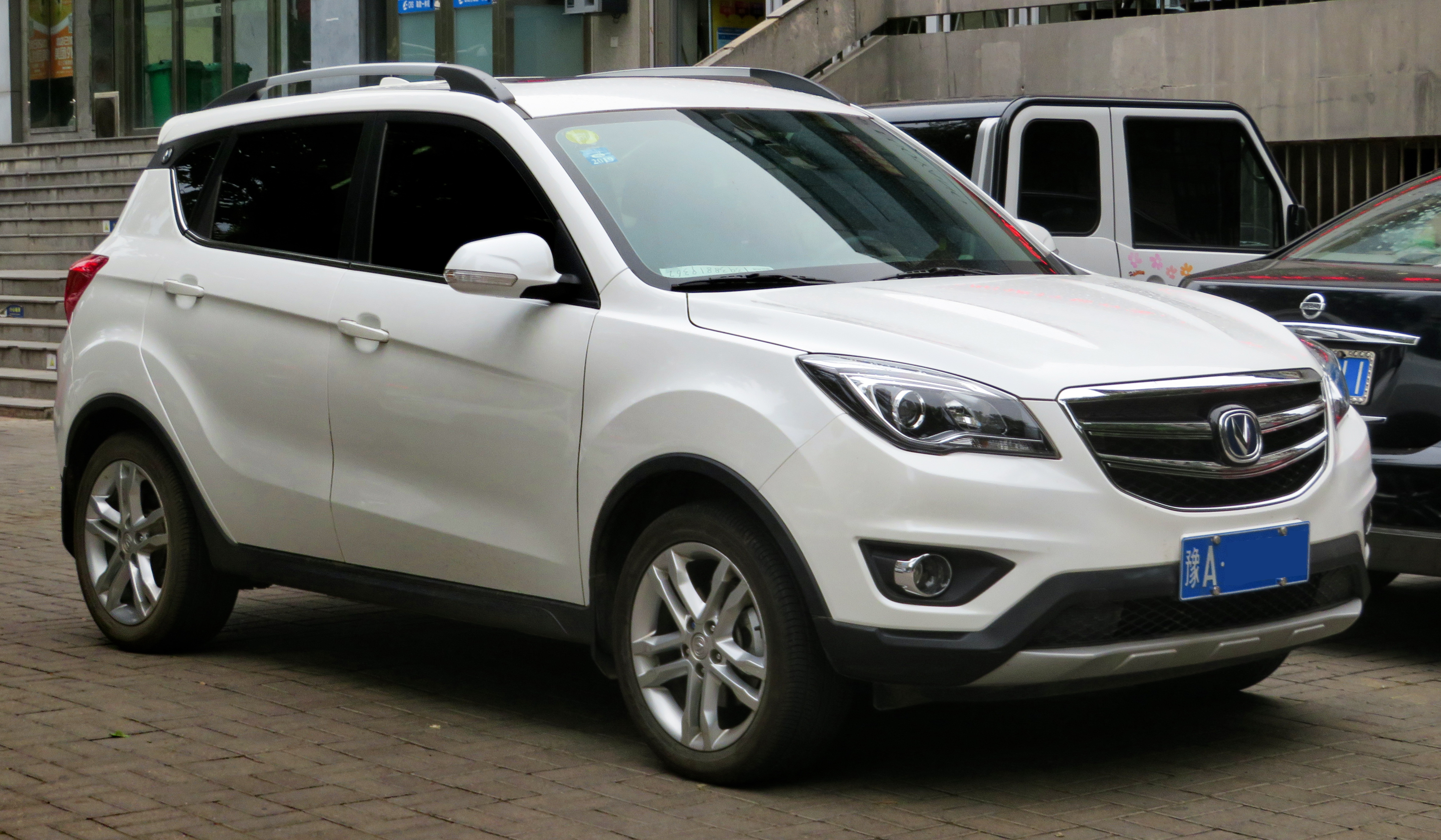
Changan CS35 po liftingu

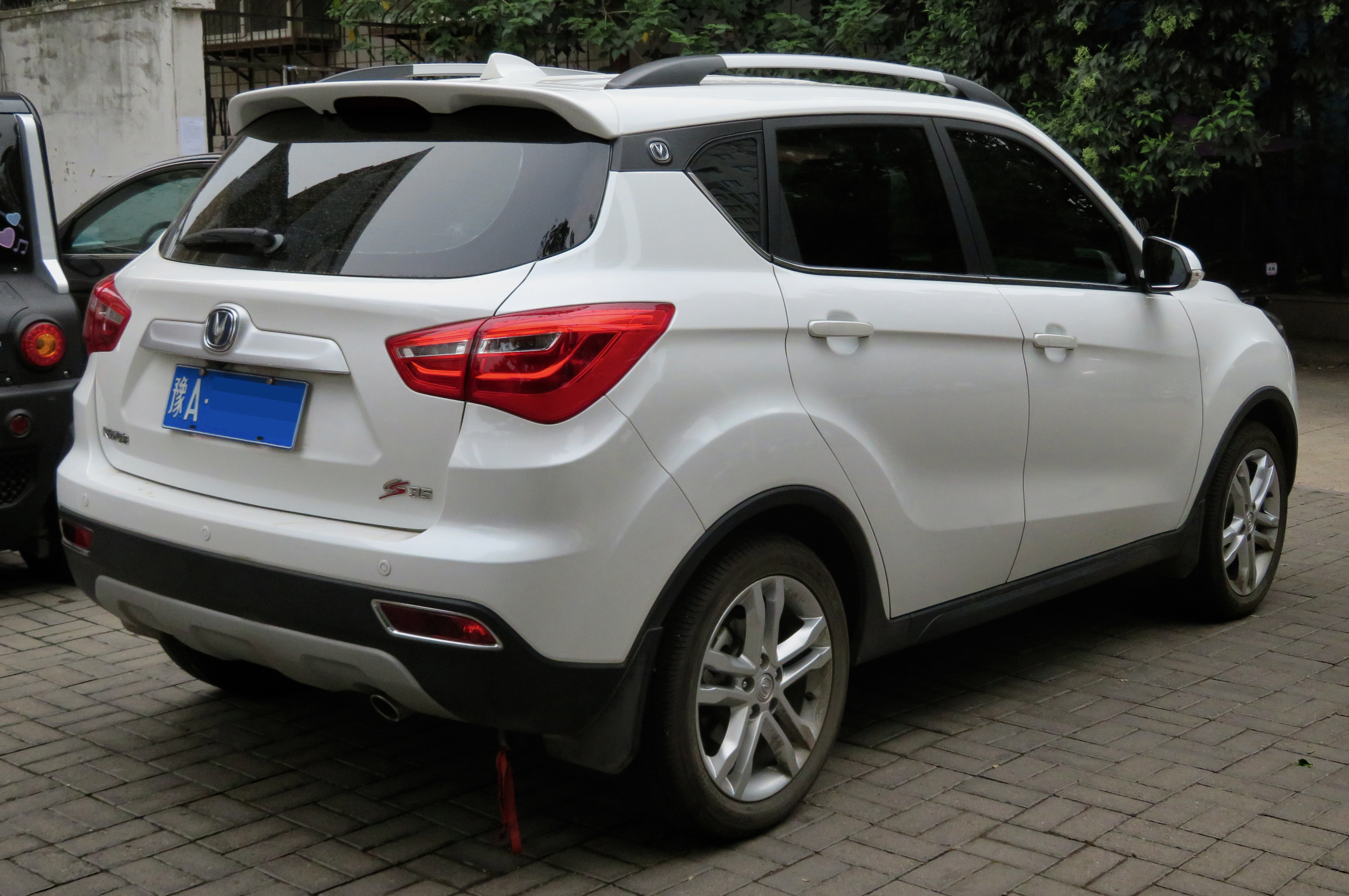
Changan CS35 - tył po liftingu

W kwietniu 2012 roku podczas wystawy samochodowej Beijing Auto Show Changan przedstawił najmniejszy i najtańszy  w swojej ówczesnej ofercie samochód typu crossover w postaci modelu CS35. 
Pod kątem wizualnym Changan CS35 utrzymany został w stylizacji zdobionej przez liczne przetłoczenia, a także ostro ukształtowane lampy i reflektory. Charakterystycznym akcentem stała się plastikowa nakładka łącząca tylne okienko z krawędzią szyby bagażnika, na której umieszczono logo producenta. Za projekt odpowiedzialny był włoski stylista, Luciano d'Ambrosio. W kabinie charakterystycznym elementem stał się z kolei kolorowy wyświetlacz w konsoli centralnej.
Changan CS35 trafił do sprzedaży zarówno z manualną, jak i automatyczną przekładnią biegów, z kolei gamę jednostek napędowych utworzyły benzynowe warianty. Pierwszy, turbodoładowany o pojemności 1,5-litra rozwija 174 KM, z kolei topowy to klasyczny, 1,6-litrowy silnik o mocy 125 KM, bez dodatkowego turbodoładowania.

### Lifting
W 2017 roku Changan CS35 przeszedł obszerną restylizację nadwozia, która przyniosła zmiany w wyglądzie przedniego i tylnego zderzaka, a także nowe wkłady reflektorów oraz lamp tylnych. Ponadto, przemodelowana została także atrapa chłodnicy.

### Sprzedaż
Changan CS35 powstał jako samochód globalny. W pierwszej kolejności trafił do sprzedaży na wewnętrznym rynku chińskim, gdzie pierwsze dostawy do klientów rozpoczęły się w październiku 2012 roku. W tym samym roku samochód zadebiutował także na pierwszym rynku Ameryki Południowej, w Chile. Ponadto, Changan CS35 zasilił także lokalną ofertę modelową chińskiego producenta w Rosji, trafiając tam do sprzedaży i lokalnej w listopadzie 2016 roku, znikając z niej jednak w 2019 roku z powodu niewielkiego zainteresowania. W 2017 roku CS35 trafił również do sprzedaży w krajach Afryki, na czele z Nigerią oraz Egiptem, gdzie jego produkcją zajęło się lokalne przedsiębiorstwo Egypt SIG Group.

### Silniki
- R4 1.5l Turbo
- R4 1.6l